# Europese weg 771
De Europese weg 771 of E771 is een Europese weg die loopt van Drobeta - Turnu - Severin in Roemenië naar Niš in Servië.

## Algemeen
De Europese weg 771 is een Klasse B-verbindingsweg en verbindt het Roemeense Drobeta Turnu Severin met het Servische Niš en komt hiermee op een afstand van ongeveer 210 kilometer. De route is door de UNECE als volgt vastgelegd: Drobeta-Turnu Severin - Niš.

## Nationale wegnummers
De E771 loopt over de volgende nationale wegnummers:
| Nummer   | Tracé                          |
| Roemenië | Roemenië                       |
| -------- | ------------------------------ |
| DN6A     | Drobeta-Turnu Severin - Servië |
| Servië   |                                |
| 35       | Roemenië - Niš                 |